# Casa Escudé (la Vall de Boí)
La Casa Escudé és una obra de la Vall de Boí (Alta Ribagorça) inclosa a l'Inventari del Patrimoni Arquitectònic de Catalunya.

## Descripció
Tot i les múltiples transformacions que ha sofert des de l'any 1904, amb la desaparició del balcó de fusta del primer pis i l'adició d'una planta que ha fet desaparèixer el colomar, així com el canvi de la coberta amb l'aparició dels quatre vessants, l'estat actual respon encara a les característiques de l'arquitectura popular de la regió.
Actualment la casa és de planta quadrada, amb baixos, dos pisos i golfes, amb coberta a quatre vessants amb una llucana al vessant sud.
La façana principal, després de les transformacions, té tres obertures per planta, ordenades segons tres eixos.